# Center (Nebraska)
Center és una població dels Estats Units a l'estat de Nebraska. Segons el cens del 2000, tenia 90 habitants.

## Demografia
Segons el cens del 2000, Center tenia 90 habitants, 43 habitatges, i 23 famílies. La densitat de població era de 315,9 habitants per km².
Dels 43 habitatges, en un 23,3% hi vivien nens de menys de 18 anys; en un 51,2% hi vivien parelles casades; en un 0%, dones solteres; i un 44,2% no eren unitats familiars. En el 41,9% dels habitatges hi vivien persones soles el 25,6% de les quals corresponia a persones de 65 anys o més que vivien soles. El nombre mitjà de persones que vivien en cada habitatge era de 2,09 i el nombre mitjà de persones que vivien en cada família era de 2,92.
Per edats, la població es repartia de la següent manera: un 24,4% tenia menys de 18 anys; un 5,6%, entre 18 i 24; un 20%, entre 25 i 44; un 24,4%, de 45 a 60; i un 25,6%, de 65 anys o més.
L'edat mediana era de 46 anys. Per cada 100 dones de 18 o més anys hi havia 106,1 homes.
La renda mitjana per habitatge era de 24.643 $; i la renda mediana per família, de 31.500 $. Els homes tenien una renda mediana de 26.250 $ mentre que les dones, de 23.750 $. La renda per capita de la població era de 12.277 $. Aproximadament el 6,7% de les famílies i el 6,5% de la població estaven per davall del llindar de pobresa.

## Poblacions més properes
El següent diagrama mostra les poblacions més properes.